# 胡利安·加西亚·巴尔韦德
胡利安·加西亚·巴尔韦德（西班牙語：Julián García Valverde，1946年—）是西班牙商界人士、政治家。前西班牙卫生大臣。

## 生平
1946年生于马德里，毕业于经济学专业，1970年进入西班牙政府工业与能源部工作。1971年至1977年间担任马德里自治大学微观经济学副教授。1976年至1981年担任工业与能源部技术司研究局副局长。1982年至1984年担任西班牙国家工业协会副主席。
1985年至1991年担任西班牙国家铁路公司总裁。1991年3月至1992年1月在冈萨雷斯内阁出任卫生与消费大臣。1992年5月至1997年担任西班牙驻英国伦敦大使馆商务参赞。

## 争议
1995年，他被指控在担任国家铁路公司总裁期间，在马德里-塞维利亚高速铁路修建项目中接收不当资金。2006年，马德里省级法院最终对此案做出无罪判决。